# 機装猟兵ガンハウンド
『機装猟兵ガンハウンド』（きそうりょうへいガンハウンド、英名ARMORED HUNTER GUNHOUND）は、ドラキューより発売されたアクションシューティングゲームのシリーズである。バージョンアップ版として、『機装猟兵ガンハウンドEX』（きそうりょうへいガンハウンド・イーエックス）シリーズがある。2016年8月5日に株式会社ガルルソフトウェア研究所に全権利が継承されている。
本項では「機装猟兵ガンハウンド」、「機装猟兵ガンハウンドEX」（以下：EX）の2つについて解説する。
キャラクターデザインは雑君保プ、BGMは山下絹代が担当した。

## ソースコード等
2016年8月5日、ドラキューのスタッフだった富野裕樹が立ち上げた株式会社ガルルソフトウェア研究所へ本作にかかわるすべての権利が移管され、作曲者である山下絹代の協力のもと『機装猟兵ガンハウンド』の全楽曲、素材、プログラム、及びゲームライブラリ「gxLib」が無償公開された。
ガルルソフトウェアは無償公開を通じてアクション等のジャンルのゲームが増えることを期待しており、夏休みの大人の自由研究と位置付けている。

## 機装猟兵ガンハウンド
『機装猟兵ガンハウンド』（きそうりょうへいガンハウンド、海外名：Armored Hunter GUNHOUND）は、2008年12月26日に発売されたPC用のアクション・シューティングゲーム。
本作は2Dサイドビューのアクション・シューティングゲームであり、ステージによって重力の有無がある。自機であるガンハウンドは複数の火器・装備を選択して運用することができるがパワーアップ要素はない。ゲームスタート前に装備を選択してプレイを開始する。装備品はスコアの累計で順次追加されていく。基本的に、残機1機のみ・エネルギー制を取っているが、ステージ中にでてくるアイテムで回復するようになっている。

### ストーリー概要
カオスという国では、統合政府の樹立を目標とする統合軍と、独立国家樹立を目指す王国正規軍による戦争が起きていた。
王国正規軍の巨大陸上戦艦“ドレッドトータス”によって戦況を不利にされた統合軍は、近接攻撃メインの機装猟兵"ガンハウンド"で構成された対艦部隊を結成し、プレイヤーにその部隊の指揮をゆだねた。

## 機装猟兵ガンハウンドEX
『機装猟兵ガンハウンドEX』（きそうりょうへいガンハウンド イーエックス）は、2013年1月31日に発売されたPC、PlayStation Portable用アクション・シューティングゲーム。
開発元であるドラキューは、PSP版開発にあたり株式会社アクアブルーや有限会社グレフと協業。途中、株式会社アクアブルーの解散により、同社スタッフの一部を吸収。ドラキュー代表取締役で主要開発スタッフの富野裕樹を代表取締役とし株式会社クアドラソフトウェアが設立された。その後、ドラキューとクアドラソフトウェアは合併している。
富野裕樹の解任後、ドラキューは富野裕樹が立ち上げたガルルソフトウェア研究所の許諾を得て、Steam版の配信も行っている。
本作は『ガンハウンド』のシナリオ、BGM、ボスキャラクター、ステージ構成、ボイスを追加、変更させたものとなっている。前作とキャラクター（隊長、主人公、部下）構成は似ているが、デザインや主人公が改められ、前作と同時刻に活動する別動隊のストーリーとなっている。
2018年9月27日にドラキューの休業に伴い出荷停止およびDL版の販売を終了した。

### ストーリー
21世紀末、東南アジアの小国"ヴェルトニア"で起きた内戦は、同国に埋蔵されている新資源"ニュートロンポリマー"の存在により、戦況が変わってしまった。
膠着状態の打開のため、"ヴェルトニア"にNEU陸軍第9機装猟兵隊"ガンハウンド"が投入された。

### 登場人物
ユウリ・ユリアーネ(Juliane Yuri)
声：白石涼子
ガンハウンドの事実上のエースパイロット。特にこれと言って突出した戦闘能力はないものの、危機回避能力にたけており悪運の強い人物としてみなされている。
ジェイソン・"キッド"・パウエル(Jason "KID" Powell)
声：赤羽根健治
ガンハウンドに所属する新米軍人で、仲間想いの性格。軍人を輩出してきた家系に生まれ、英才教育を受けてきたエリートだが、経験不足ゆえに失敗することもある。
ミハイル・カレリン(Mikhail Karelin)
声：石塚運昇
ガンハウンド隊長。長年最前線に立ってきた軍人で、冷静で的確な判断と状況把握にたけている。その一方、部下を思いやるあまり非情ともとれる決断もする。
ソフィア・ピサロ(Sophia Pizarro)
声：相沢舞
ガンハウンドで情報処理とオペレーションを行う女軍人。軍事大学を首席で卒業するほどのエリート候補生とみなされていたが、ある事情によりガンハウンドに志願した。
紅茶が好き。
謎の人物
声：稲田徹